# Javi Álvarez
Pour les articles homonymes, voir Javier Álvarez et Álvarez.
Javier Álvarez Arteaga (né le 14 avril 1958 à Medellín) est un joueur et entraîneur de football colombien. 
Il est notamment le sélectionneur de l'équipe de Colombie en 1999.

## Carrière
Javi Álvarez évolue comme milieu de terrain. Il joue successivement dans les équipes suivantes : Independiente Medellín, Deportiva Pereira et Deportes Tolima.
Devenu entraîneur il dirige successivement Once Caldas (deux fois), l'équipe de Colombie, Deportivo Cali, Independiente Medellín (deux fois), l'Atlético Huila (deux fois), Once Caldas, ainsi que le SD Aucas et le Deportivo Cuenca en Équateur.